# Relaciones República Democrática del Congo-Uruguay
Las relaciones congoleño-uruguayas hacen referencia a los vínculos bilaterales entre la República Democrática del Congo y la República Oriental del Uruguay, cuyo eje principal es la destacada participación de las Fuerzas Armadas uruguayas en la Misión de Paz de las Naciones Unidas en territorio congoleño.

## Historia
Las relaciones diplomáticas entre Uruguay y la República de Zaire fueron establecidas el 31 de marzo de 1984.

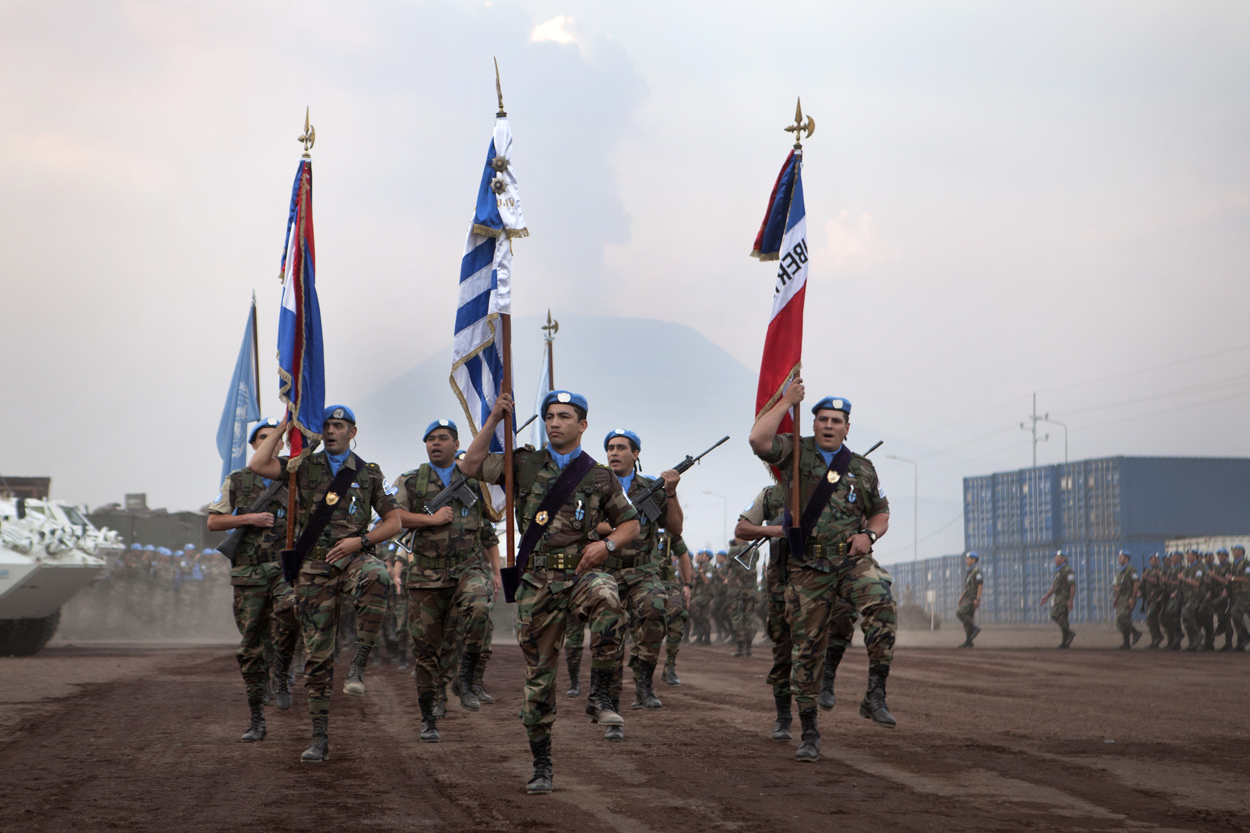
Abanderados del «Batallón Uruguay IV» durante un desfile, 2012

En marzo de 2001, tropas uruguayas fueron desplegadas como fuerzas de paz en la Misión de las Naciones Unidas en la República Democrática del Congo —entonces denominada MONUC—, en el marco de la segunda guerra del Congo. La primera unidad uruguaya destacada fue la Compañía de Fusileros Reforzada, integrada por 223 efectivos de la infantería del Ejército Nacional, y desplegada en la ciudad de Goma, la cual constituyó asimismo la primera subunidad designada por la ONU en arribar a la región. La función del equipo era la de ejercer como unidad de guardia para tareas de seguridad y supervisar el cumplimiento del Acuerdo de Alto el Fuego de Lusaka. Con la llegada de más efectivos y medios se estableció el «Batallón Uruguay IV» (URUBATT), organizándose como una unidad de infantería mecanizada.

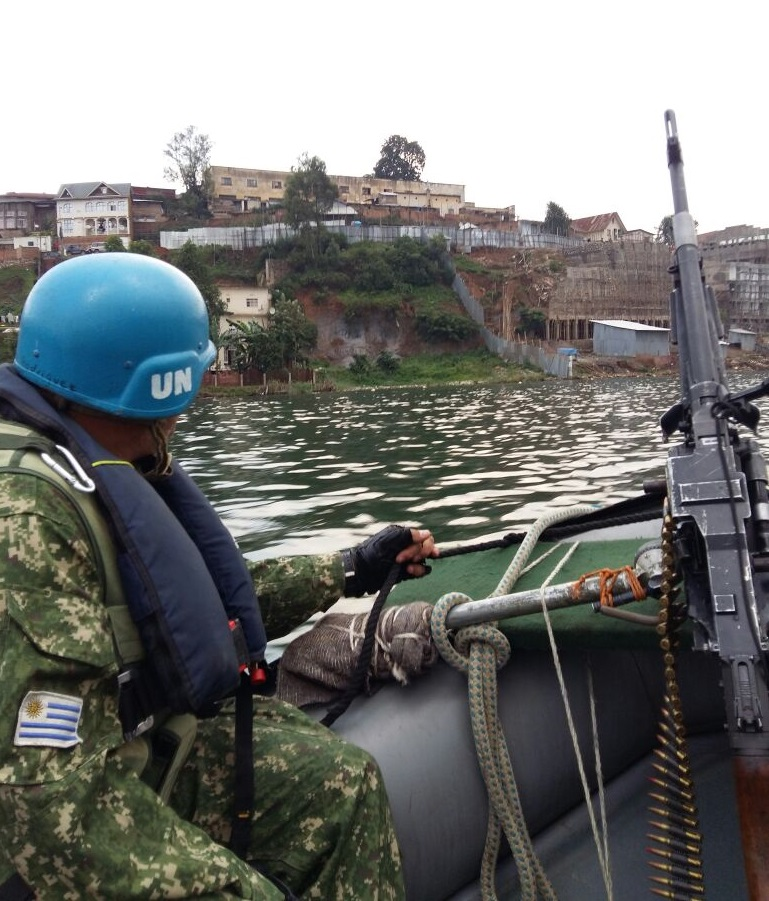
Militares uruguayos patrullando el lago Kivu durante una operación de búsqueda y rescate, 2017

Posteriormente se estableció la Compañía de Ingenieros «Uruguay I» del Ejército, encargada de la construcción y reparación de caminos, y proporcionar agua potable a las Naciones Unidas, las ONG y la población civil local.
El despliegue de tropas militares uruguayas en el Congo se ha mantenido presente de forma ininterrumpida desde 2001. La Fuerza Aérea desplegó unidades especializadas, como la URUASU (Uruguayan Airport Support Unit), encargada de administrar el aeropuerto de Bukavu y apoyo a los aviones de la misión, y la URUAVU (Uruguayan Aviation Unit), responsable del transporte, la logística y las evacuaciones en Kavumu mediante una unidad de helicópteros Bell 212. Por su parte, la Armada Nacional participa a través de la URPAC (Uruguayan Riverine Patrol Company), una unidad fluvial dedicada al patrullaje de ríos.

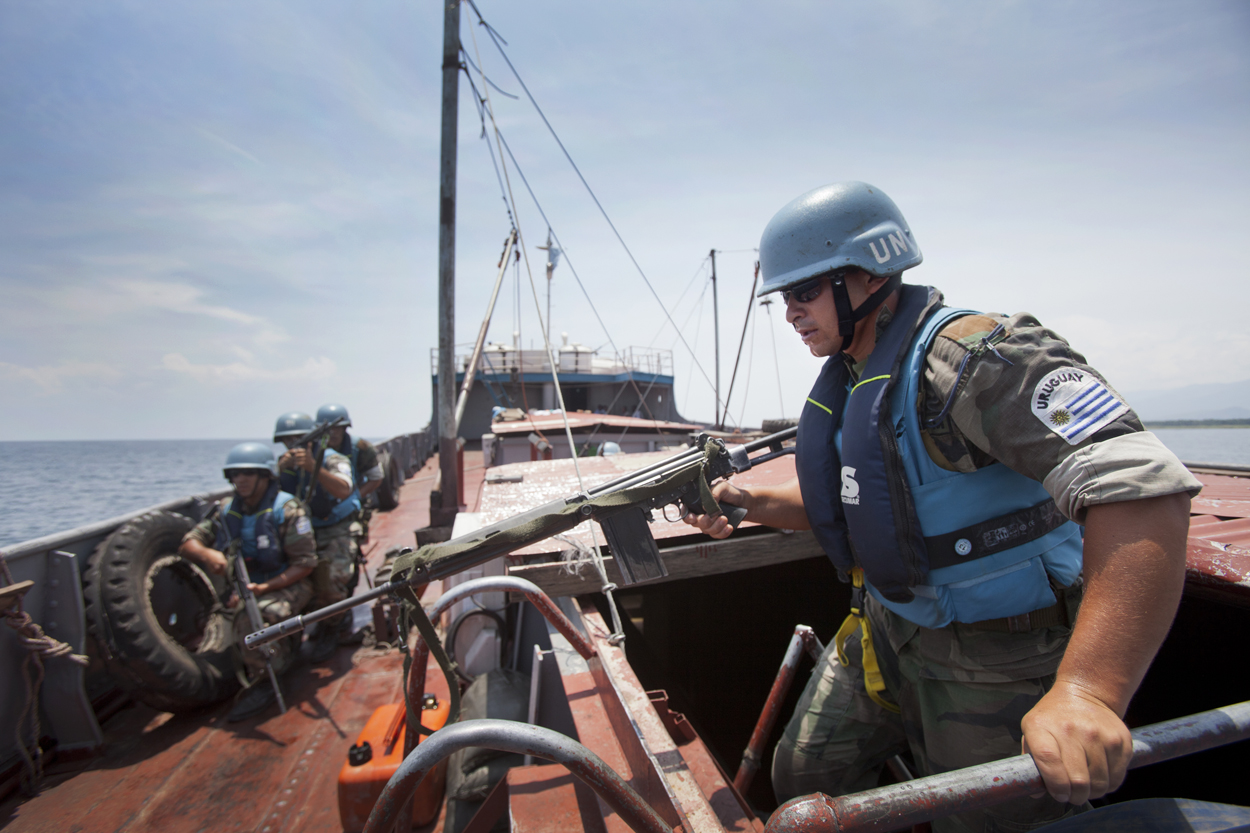
Efectivos de la «Uruguayan Riverine Patrol Company» durante un ejercicio de abordaje, 2012

En abril de 2004, el presidente Jorge Batlle se reunió con el presidente Joseph Kabila en Kinsasa, siendo el primer mandatario uruguayo en realizar una visita oficial a la República Democrática del Congo. Asimismo, visitó el contingente uruguayo y las instalaciones de la base, declarando que la participación de Uruguay en la misión era una «obligación moral». En julio de ese año, una delegación congolesa visitó Uruguay, donde se reunió con representantes del Ministerio de Relaciones Exteriores y de las Fuerzas Armadas, además de visitar empresas especializadas en la producción de sistemas de tratamiento de agua.

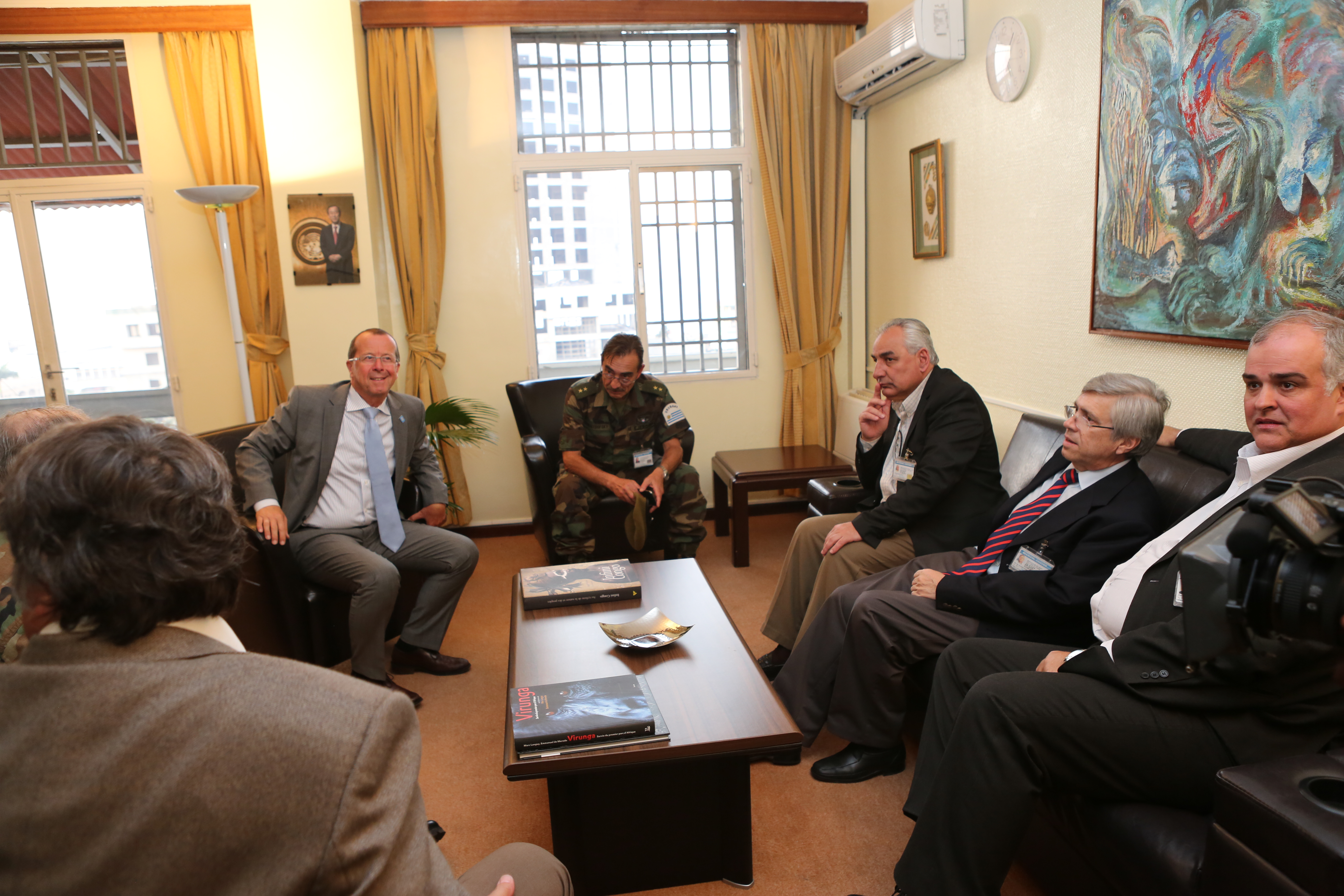
Reunión de senadores uruguayos con jefatura de la base en Goma, 2013

En agosto de 2013, una comitiva parlamentaria compuesta por siete senadores uruguayos realizó una visita a la base uruguaya en Goma. Como miembro del Consejo de Seguridad de las Naciones Unidas, en marzo de 2016 y 2017, Uruguay abogó por mantener el número de personal desplegado en la misión de estabilización, durante las discusiones sobre la renovación de su mandato y una recomendación para reducir los niveles de tropas.
En marzo de 2016, el vicepresidente Raúl Sendic Rodríguez y el presidente de la Cámara de Representantes de Uruguay, Gerardo Amarilla, realizaron una visita oficial al Congo, donde se reunieron con el presidente Joseph Kabila y autoridades legislativas del país, además de visitar al contingente uruguayo en Goma.

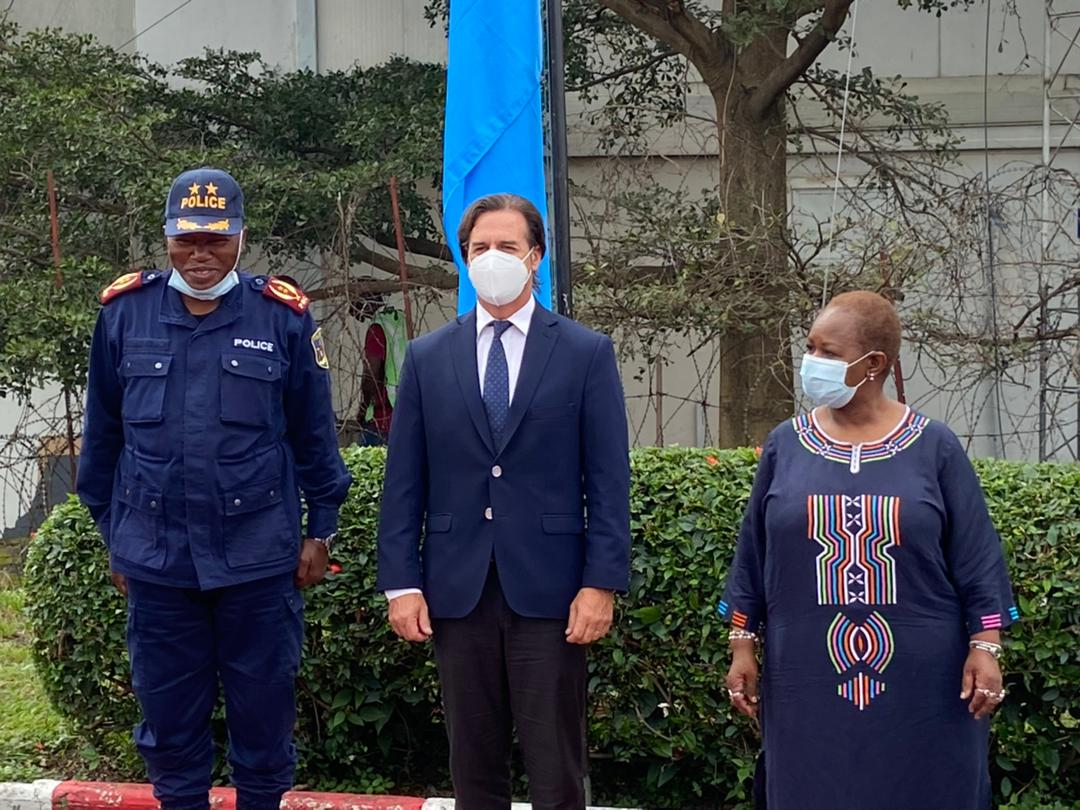
Presidente Luis Lacalle Pou junto a Bintou Keita durante su visita a la base uruguaya en Goma, 2021.

En diciembre de 2021, con motivo de la celebración de la Navidad, el presidente uruguayo Luis Lacalle Pou realizó una visita a las tropas nacionales desplegadas en el Congo. Acompañado por el ministro de Defensa, Javier García Duchini, pasó la Nochebuena con personal del Ejército en Goma, visitó un orfanato local y compartió el almuerzo navideño con miembros de la Fuerza Aérea en Bukavu.
En agosto de 2025, una delegación congoleña encabezada por el vice primer ministro Guy Kabombo Muadiamvita —acompañado por las ministras de Cultura y de Asuntos Exteriores— realizó una visita a Uruguay, donde se reunió con el presidente Yamandú Orsi. Las autoridades de ambos países firmaron acuerdos en materia de innovación y cultura, y manifestaron su voluntad de avanzar en la cooperación comercial. 

## Visitas de alto nivel
Visitas de alto nivel de la República Democrática del Congo a Uruguay
- Vice primer ministro Guy Kabombo Muadiamvita (2025) [28]
- Ministra de Cultura Yolande Elebe Ma Ndembo (2025) [29]
- Ministra de Asuntos Exteriores Thérèse Kayikwamba Wagner (2025) [30]

Visitas de alto nivel de Uruguay a la República Democrática del Congo
- Presidente Jorge Batlle (2004) [31]
- Ministro de Defensa Luis Rosadilla (2010) [32]
- Vicepresidente Raúl Fernando Sendic Rodríguez (2016)[33]
- Presidente de la Cámara de Representantes Gerardo Amarilla (2016)[33]
- Presidente Luis Lacalle Pou (2021) [34]

## Misiones diplomáticas residentes
- La República Democrática del Congo está representada en Uruguay a través de su embajada en Buenos Aires (Argentina). [35]
- Uruguay está representado en la República Democrática del Congo a través de su embajada en Pretoria (Sudáfrica). [36]